# Smithy Bridge
Smithy Bridge – wieś w Anglii, w hrabstwie ceremonialnym Wielki Manchester, w dystrykcie metropolitalnym Rochdale. Leży 21 km na północny wschód od centrum miasta Manchester.